# كوجي موروفوشي
كوجي الكسندر موروفوشي (باليابانية: 室伏アレクサンダー広治) من مواليد 8 أكتوبر 1974 ، في نومازو ، مقاطعة شيزوكا ) بطل الأولمبي الياباني المتخصص في مسابقة رمي المطرقة وكان من بين النخبة العالم المشاركة في بطولة العالم 2001 حيث فاز بالميدالية الفضية، البطل الأولمبيي لعام 2004 , و أيضاً توج بطلا للعالم في عام 2011 .

## وصلات خارجية
- كوجي موروفوشي على موقع الاتحاد الدولي لألعاب القوى (الإنجليزية)
- كوجي موروفوشي على موقع اللجنة الأولمبية الدولية (الإنجليزية)
- كوجي موروفوشي على موقع أوليمبيديا (الإنجليزية)